# Олейник, Лариса Романовна
Лариса Романовна Оле́йник (англ. Larisa Romanovna Oleynik; род. 7 июня 1981, Санта-Клара, Калифорния) — американская актриса украинского происхождения. Наибольшую известность получила в середине 1990-х, после исполнения главной роли в телесериале «Тайный мир Алекс Мак».

## Биография
Лариса Романовна Олейник родилась в округе Санта-Клара, Калифорния в семье Лоррейн (урождённая Аллен), медсестры и Романа Олейник, анестезиолога. Она имеет украинские корни со стороны отца. Семья воспитывала её в традициях православия. Она посещала Школу Пайнвуд, затем обучалась в колледже Сары Лоуренс и окончила учёбу в 2004 году.
В 1989 году в возрасте 8 лет получила роль в постановке «Отверженных» в Сан-Франциско после того, как увидела объявление о прослушивании в газете и прошла его. После появления в мюзиклах её коллега Райдер Стронг направил её к агенту, и она начала брать официальные уроки актёрского мастерства. Дебют на экране состоялся в возрасте 12 лет, в эпизоде телесериала «Доктор Куин, женщина-врач». Затем озвучила юную Одетту в анимационном фильме «Принцесса-лебедь».
В 1993 году она получила главную роль в сериале «Тайный мир Алекс Мак», где она сыграла девочку-подростка, получившую телекинетические способности в результате несчастного случая. Она обошла 400 претенденток. Сериал шел на канале Nickelodeon с 1994 по 1998 год и входил в тройку самых просматриваемых сериалов, став довольно популярным среди детской и подростковой аудитории и превратив Олейник в кумира подростков. Затем последовали роли в таких фильмах и сериалах, как «Приключения Пита и Пита», «Клуб нянек», «Парень познаёт мир». Участвовала в различных благотворительных мероприятиях.
После завершения сериала «Тайный мир Алекс Мак» Олейник получила роль Бьянки в фильме «10 причин моей ненависти». Фильм вышел на экраны в апреле 1999 года и стал успешным в прокате, собрав в общей сложности 38 миллионов долларов внутри страны. С 1998 по 2000 год Олейник играла роль Алиссы Струдвик в сериале «Третья планета от Солнца». В 2000 году она также снялась в двух независимых фильмах: 100 девчонок и одна в лифте и «Время для танцев», ни один из фильмов не вышел в прокат в США. В 2000 году вышел фильм «Американская рапсодия» с её участием.
В 2000-х годах Олейник сыграла роли в фильмах: «Приносящий дождь», «Малкольм в центре внимания», «Пеппер Деннис», «Чужие в Америке». В 2011 году она получила роль в сериале «Гавайи 5.0». В 2012 году сыграла роль Черрил в драме «Атлант расправил плечи: Часть 2» и Синтию в сериале «Безумцы». Она также продолжает играть в постановках на Бродвее и мюзиклах. В 2020 году Олейник снялась в семейном комедийном сериале от Netflix «Целебные силы чувака».

## Личная жизнь
Олейник проживает в Венисе, штат Калифорния.
В январе 2013 года она получила судебный запрет в отношении преследователя, который был настолько одержим ею, что сменил свою фамилию на Олейник.

## Фильмография
| Год       |     | Русское название                | Оригинальное название                     | Роль                  |
| --------- | --- | ------------------------------- | ----------------------------------------- | --------------------- |
| 1993      | с   | Доктор Куин, женщина-врач       | Dr. Quinn, Medicine Woman                 | Сьюзи                 |
| 1993      | тф  | Травля                          | River of Rage: The Taking of Maggie Keene | Гейл                  |
| 1994—1998 | с   | Тайный мир Алекс Мак            | The Secret World of Alex Mack             | Алекс Мак             |
| 1995      | ф   | Клуб нянек                      | The Baby-Sitters Club                     | Дон Шефер             |
| 1996      | с   | Приключения Пита и Пита         | The Adventures of Pete & Pete             | медсестра             |
| 1996—1998 | с   | Парень познаёт мир              | Boy Meets World                           | Дана Прюитт           |
| 1998      | с   | Третья планета от Солнца        | 3rd Rock from the Sun                     | Алиса Страдвик        |
| 1999      | ф   | 10 причин моей ненависти        | 10 Things I Hate About You                | Бьянка Стрэтфорд      |
| 2000      | ф   | 100 девчонок и одна в лифте     | 100 Girls                                 | Уэнди                 |
| 2001      | ф   | Американская рапсодия           | An American Rhapsody                      | Мария Сандор в 18 лет |
| 2002      | ф   | Время танцевать                 | A Time for Dancing                        | Джулс                 |
| 2003      | ф   | Приносящий дождь                | Bringing Rain                             | Ори Суордс            |
| 2005      | с   | Малкольм в центре внимания      | Malcolm in the Middle                     | Эбби                  |
| 2006      | с   | Пеппер Деннис                   | Pepper Dennis                             | Брианна               |
| 2006      | ф   | Мечты папы                      | Pope Dreams                               | Мэгги                 |
| 2007      | ф   |                                 | Relative Obscurity                        | Клэр                  |
| 2008      | с   | Чужие в Америке                 | Aliens in America                         | Зои                   |
| 2008      | ф   | Разбитые окна                   | Broken Windows                            | Сара                  |
| 2008      | ф   | Как в первый раз                | Together Again for the First Time         | Бренда                |
| 2009      | кор |                                 | I Have It                                 | Эмили                 |
| 2009      | с   | Без следа                       | Without a Trace                           | Лиза Миллер           |
| 2009      | с   | Ясновидец                       | Psych                                     | Уиллоу Гимбли         |
| 2010      | тф  |                                 | Backyard Wedding                          | Рене                  |
| 2010—2015 | с   | Безумцы                         | Mad Men                                   | Синтия Косгроув       |
| 2011—2014 | с   | Гавайи 5.0                      | Hawaii Five-O                             | Дженна Кей            |
| 2012      | кор |                                 | Born Yesterday                            | Элайза                |
| 2012      | ф   | Атлант расправил плечи: Часть 2 | Atlas Shrugged: Part II                   | Шеррил Брукс          |
| 2012      | с   | Майк и Молли                    | Mike & Molly                              | Эллисон               |
| 2012      | кор |                                 | Born Yesterday                            | Элайза                |
| 2012      | с   | Посредник Кейт                  | Fairly Legal                              | офицер Гласки         |
| 2012—2014 | с   | Милые обманщицы                 | Pretty Little Liars                       | Мэгги Катлер          |
| 2013      | ф   |                                 | Orenthal: The Musical                     | Реджина               |
| 2013      | тф  | Помни воскресенье               | Remember Sunday                           | Лорен                 |
| 2014      | тф  | Украденный из чрева             | Stolen from the Womb                      | Диана Кинг            |
| 2014      | ф   |                                 | BFFs                                      | Хлоя                  |
| 2014      | ф   | Джезабель                       | Jessabelle                                | Сэм                   |
| 2014      | кор |                                 | Horrible Parents                          | Джилл                 |
| 2014      | с   | За пределами                    | Extant                                    | Филлипс               |
| 2014      | тф  |                                 | The Michaels                              | Катерина Биксби       |
| 2019      | ф   | Животное среди нас              | Animal Among Us                           | Анита Бишоп           |
| 2019      | ф   | Огги                            | Auggie                                    | Хиллари               |
| 2020      | с   | Целебные силы Чувака            | The Healing Powers of Dude                | Карен Феррис          |
| 2021      | ф   | Мы расстались                   | We Broke Up                               | Тиа                   |